# Zemský okres Eichsfeld
Zemský okres Eichsfeld (německy Landkreis Eichsfeld) je německý zemský okres ležící v Durynsku, který leží na části historického regionu Eichsfeld. V rámci spolkové země sousedí s okresy Nordhausen, Kyffhäuser a Unstrur-Hainich, dále s okresem Werra-Meißner v Hesensku a okresem Göttingen v Dolním Sasku.

## Historie
Ve středověku byl historický region Eichsfeld, který byl větší než současný zemský okres, majetkem Mohučského kurfiřtství (Kurfürstentum Mainz).
Eichsfeld byl jediný region Durynska, ve kterém nebyla přijata protestantská reformace, a to především zásluhou arcibiskupů mohučských.
V roce 1801 byly duchovní státy zrušeny a oblast připadla Pruskému království, jen aby ji opět ztratilo v napoleonských válkách. Během Vídeňského kongresu v roce 1815, vzneslo nárok na Eichsfeld nejenom Prusko, ale také Hannoverské království(Königreich Hannover). Region byl nakonec rozdělen mezi oba státy. I když v roce 1866 Prusko anektovalo Hannover, tato hranice zůstala hranicí dvou pruských provincií a později dokonce mezi Západním a Východním Německem. Do dnešní doby tvoří hranici mezi Durynskem a Dolním Saskem.
Dnešní zemský okres byl vytvořen v roce 1994 spojením dvou bývalých okresů Worbis a Heiligenstadt.

## Geografie
Zemský okres Eichsfeld je pojmenován podle historického regionu, který se v této oblasti dříve rozkládal. Jedná se o hornatou, venkovskou oblast, která sousedí na severu s pohořím Harz. Jde také o geografický střed Německa. V oblasti pramení řeky Leine a Unstruta (Unstrut).
Nejčastěji se objevují dvě teorie vysvětlující původ jména. Tou pravděpodobnější je, že je jméno odvozeno od slova (Eichenfeld), což znamená "dubové pole". Méně populární teorie tvrdí, že jde o odvozeninu od slova (Eisfeld), což se dá volně přeložit jako "ledové pole".

## Znak
Znak zemského okresu Eichsfeld znázorňuje Braniborského orla společně s Mohučským kolem, které bylo znakem mohučských biskupů. Tento znak získal Eichsfeld krátce poté, co region v roce 1801 připadl Prusku. Od roku 1816 nebyl znak používám a byl znovu zaveden až v roce 1945. Ani tentokrát však nebyl používám dlouho, jen do roku 1952. Poslední změnou bylo opětovné zavedení znaku po sloučení a vytvoření novodobého zemského okresu v roce 1994.

## Města a obce
Města:
1. Dingelstädt
2. Heilbad Heiligenstadt
3. Leinefelde-Worbis

Obce:
1. Am Ohmberg
2. Arenshausen
3. Asbach-Sickenberg
4. Berlingerode
5. Bernterode (bei Heilbad Heiligenstadt)
6. Birkenfelde
7. Bodenrode-Westhausen
8. Bornhagen
9. Brehme
10. Breitenworbis
11. Buhla
12. Burgwalde
13. Büttstedt
14. Dieterode
15. Dietzenrode/Vatterode
16. Ecklingerode
17. Effelder
18. Eichstruth
19. Ferna
20. Freienhagen
21. Fretterode
22. Geisleden
23. Geismar
24. Gerbershausen
25. Gernrode
26. Glasehausen
27. Großbartloff
28. Haynrode
29. Heuthen
30. Hohengandern
31. Hohes Kreuz
32. Hundeshagen
33. Kella
34. Kirchgandern
35. Kirchworbis
36. Krombach
37. Küllstedt
38. Lenterode
39. Lindewerra
40. Lutter
41. Mackenrode
42. Marth
43. Niederorschel
44. Pfaffschwende
45. Reinholterode
46. Rohrberg
47. Röhrig
48. Rustenfelde
49. Schachtebich
50. Schimberg
51. Schönhagen
52. Schwobfeld
53. Sickerode
54. Sonnenstein
55. Steinbach
56. Steinheuterode
57. Tastungen
58. Teistungen
59. Thalwenden
60. Uder
61. Volkerode
62. Wachstedt
63. Wahlhausen
64. Wehnde
65. Wiesenfeld
66. Wingerode
67. Wüstheuterode